# Polypodium hewardii
Polypodium hewardii là một loài thực vật có mạch trong họ Polypodiaceae. Loài này được (T. Moore) Griseb. miêu tả khoa học đầu tiên năm 1864.